# Erik Åström
Erik Johannes "Åsa" Åström, född 23 februari 1902 i Helsingfors, död där 25 april 1971, var en finländsk friidrottare.
Åström, som tävlade för IFK Helsingfors, tangerade rekordet på 400 meter slätt, 49,0 sekunder, vilket klubbkamraten Erik Wilén uppnått på Göteborgsspelen 1923. Åström var senare ordförande för Svenska Finlands Idrottsförbund.